# Agrupament d'Esquerra del País Valencià
Agrupament d'Esquerra del País Valencià (AEPV, 'Agrupamiento de Izquierda del País Valenciano') es un partido político valenciano surgido en 1982 tras una escisión del Partit Comunista del País Valencià, y de un grupo también escindido del PSAN, así como otros nacionalistas independientes como Vicent Ventura.
Se definen como una organización valencianista, democrática y socialista y el mismo año de su propia irrupción confluyó con el Partit Nacionalista del País Valencià en la coalición Unitat del Poble Valencià o Nacionalistes Valencians, que en 1984 se constituyó en partido político.

## Historia
En 1981, Vicent Ventura proveniente del PSOE-PSPV, junto a la escisión renovadora del PCPV encomandada por Doro Balaguer, se alían con el sector valenciano moderado escindido del PSAN del dirigido por Josep Lluís Blasco y conforman una nueva formación de izquierdas, denominada Agrupament d’Esquerra del País Valencià.
La nueva formación celebra su Asamblea Constituyente en 1982, bajo el nombre de Agrupament Nacionalista d'Esquerra del País Valencià (Agrupamiento Nacionalista de Izquierda del País Valenciano) adoptando el lema "Per una nova esquerra al País Valencià" (Por una nueva izquierda al País Valenciano).
La diada del 25 de abril de 1982 editaron un folleto por "la unitat del nacionalisme i l'esquerra" (la unidad del nacionalismo y la izquierda), unidad que se produce ese mismo año con el Partit Nacionalista del País Valencià para conformar la coalición Unitat del Poble Valencià de cara a las elecciones. Finalmente, en 1984 la coalición se convierte en partido político.